# Amberger Hütte
Die Amberger Hütte ist eine Alpenvereinshütte der Kategorie I der Sektion Amberg des Deutschen Alpenvereins. Erbaut wurde die Hütte im Jahr 1888. Seitdem erfolgten in den Jahren 1936, 1974 und 1999 Umbauten.

## Aufstieg
Der Aufstieg erfolgt von Gries im Sulztal (Gemeinde Längenfeld) aus auf einem bequemen Fahrweg taleinwärts ins Sulztal. Die Gehzeit beträgt ca. 2 bis 2,5 Stunden, wobei etwa 600 Höhenmeter und 6 km überwunden werden.

## Touren von der Amberger Hütte
- Gipfel
  - Kleiner Sulzkogel (2796 m)
  - Kuhscheibe (3188 m)
  - Schrankogel (3497 m)
  - Wilde Leck (3359 m)
  - Windacher Daunkogel (3348 m)
  - Hinterer Daunkopf (3225 m)
  - Mutterberger Seespitze (3302 m)
- Gletscher:
  - Sulztalferner (Gehzeit 1½ h, ca. 2600 m)
  - Schwarzenbergferner

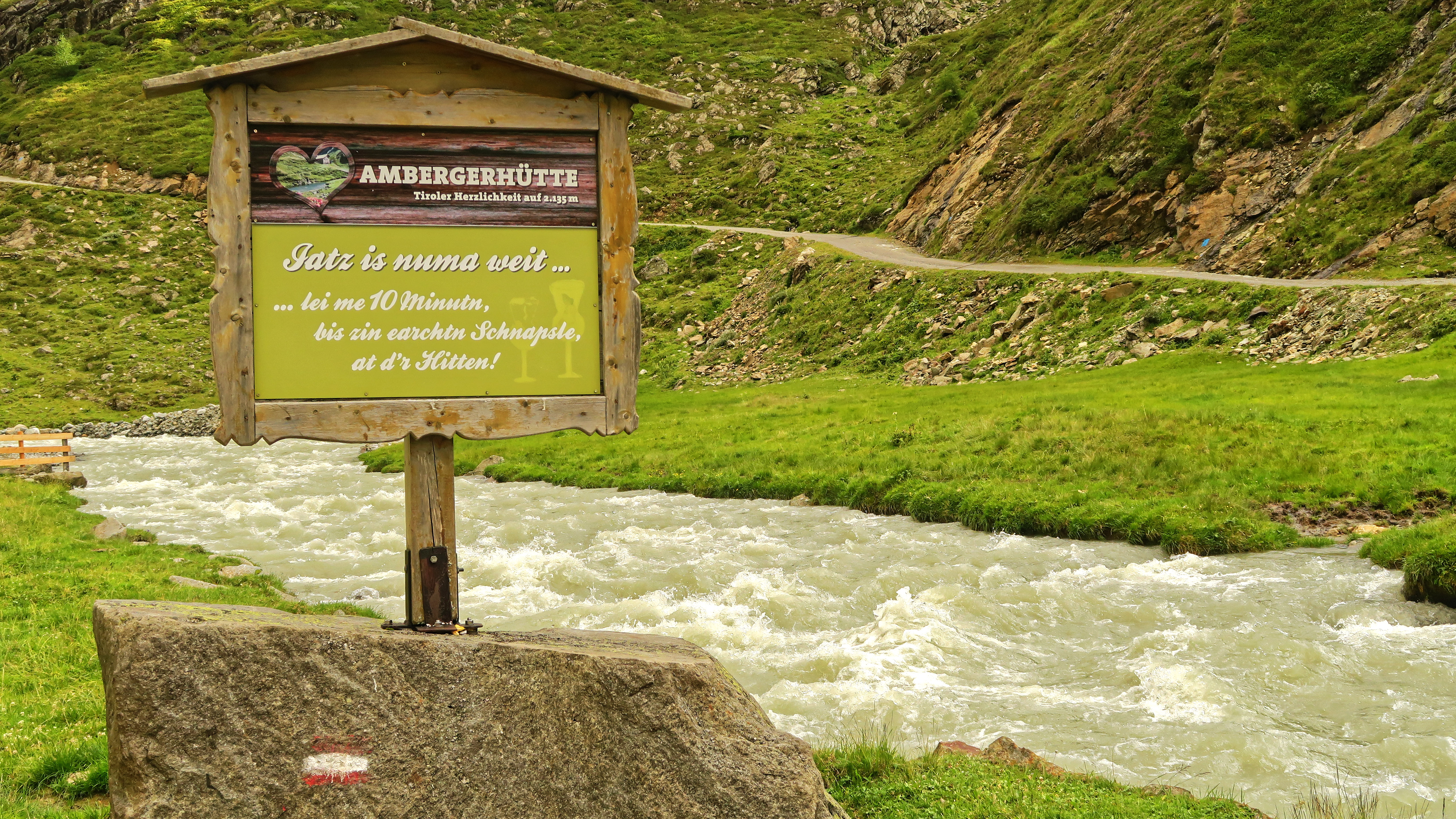
Hinweisschild zur Hütte
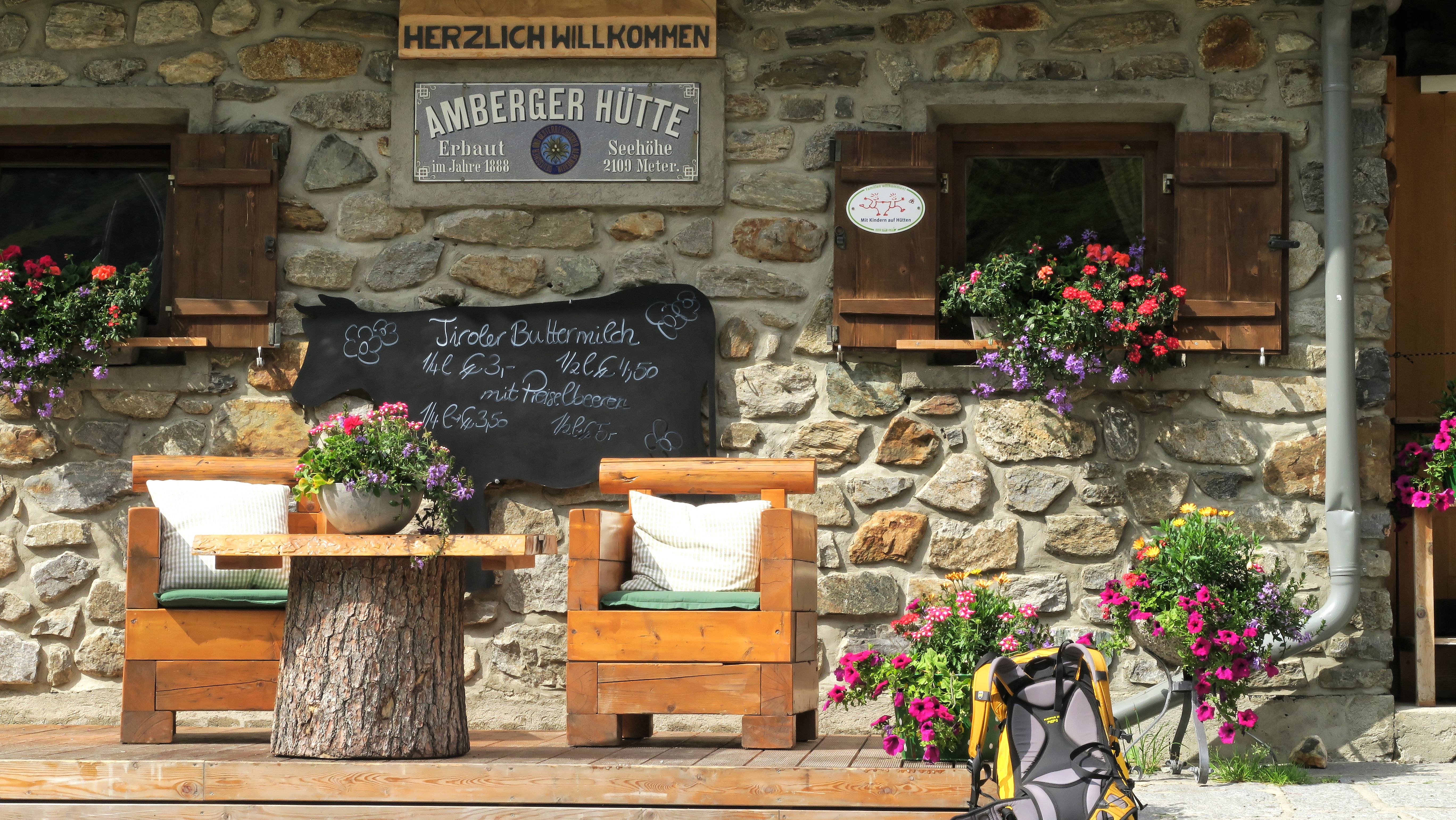
Am Hütteneingang
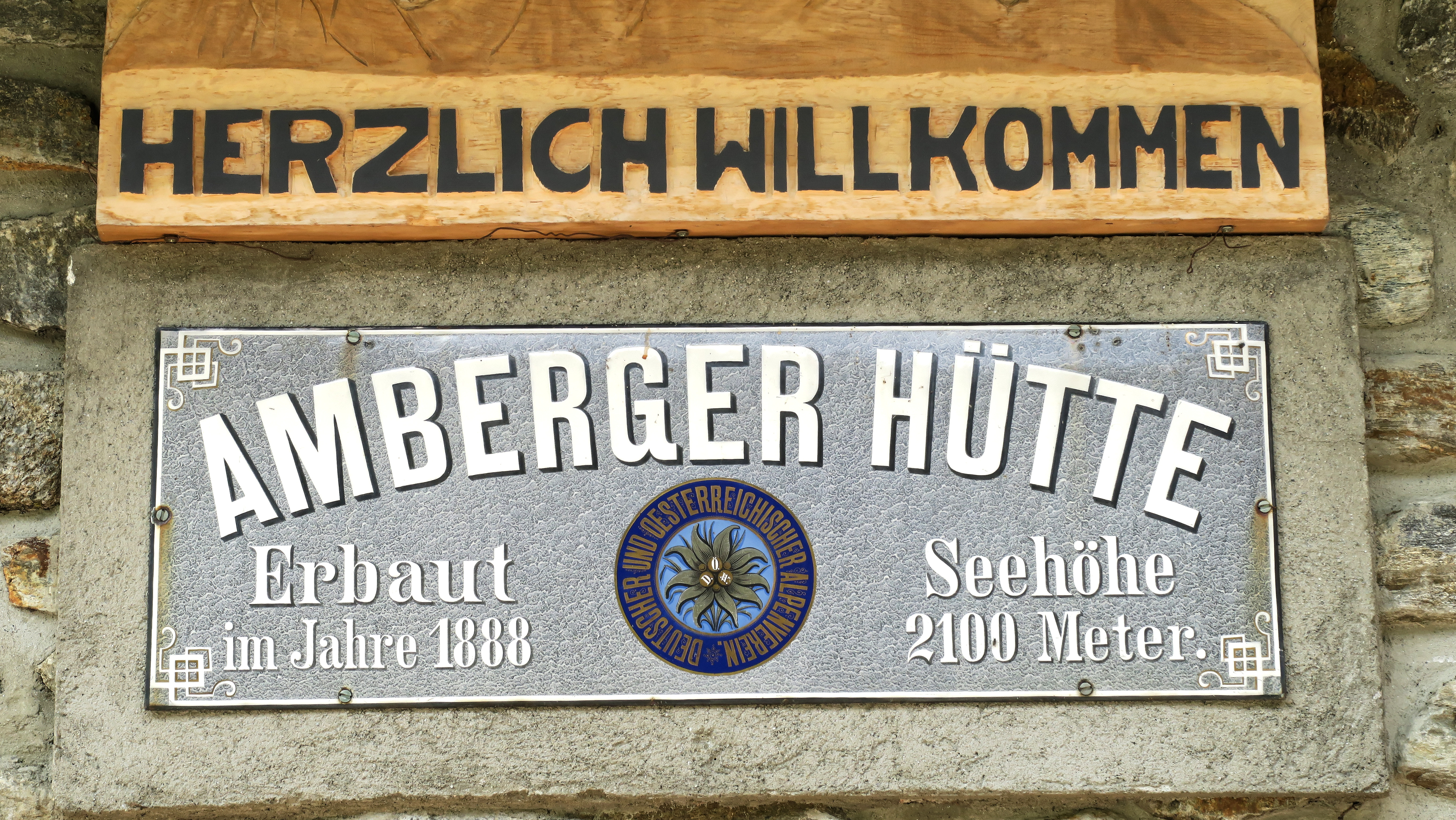
Geographische Angaben
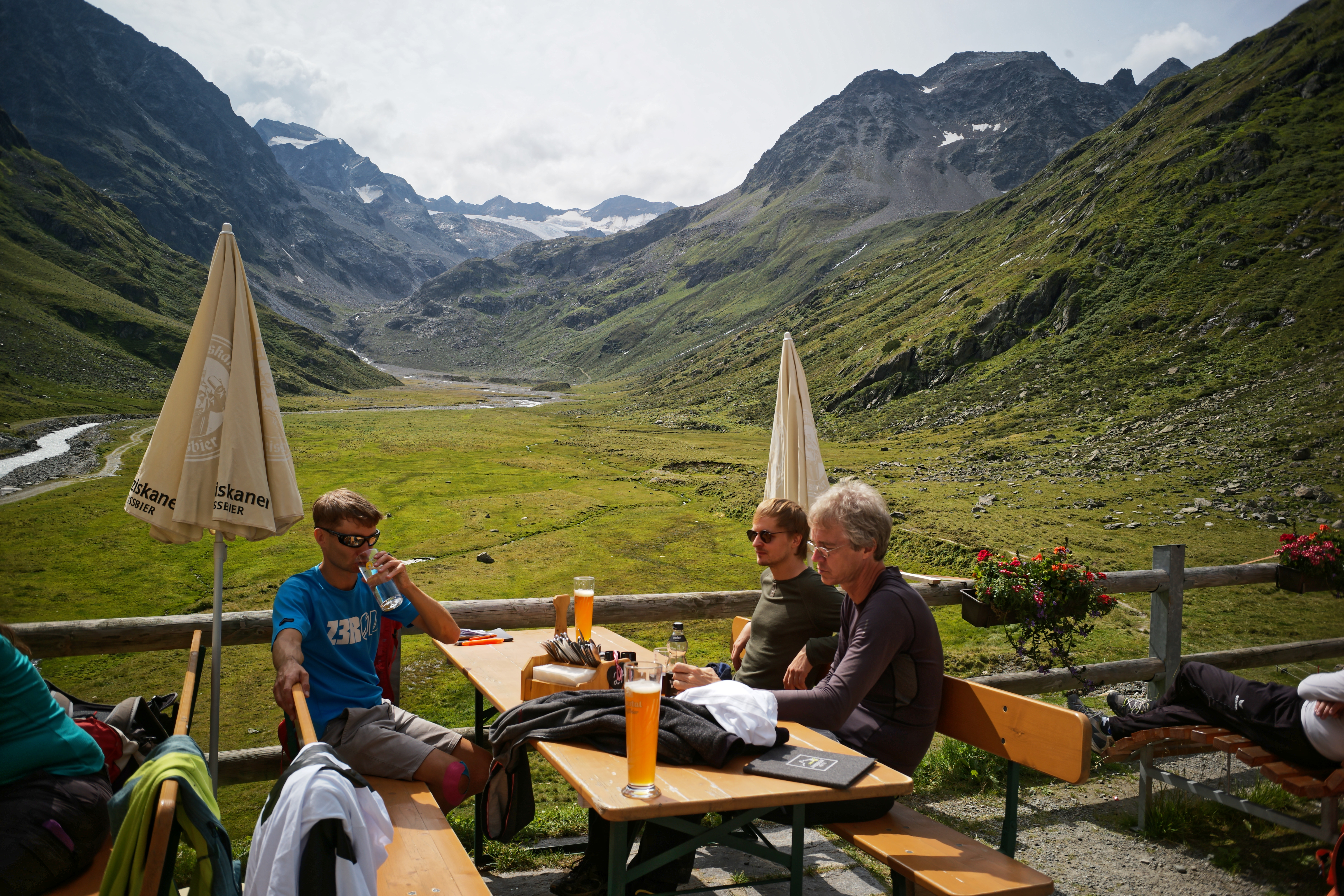
Blick zum Sulztalferner
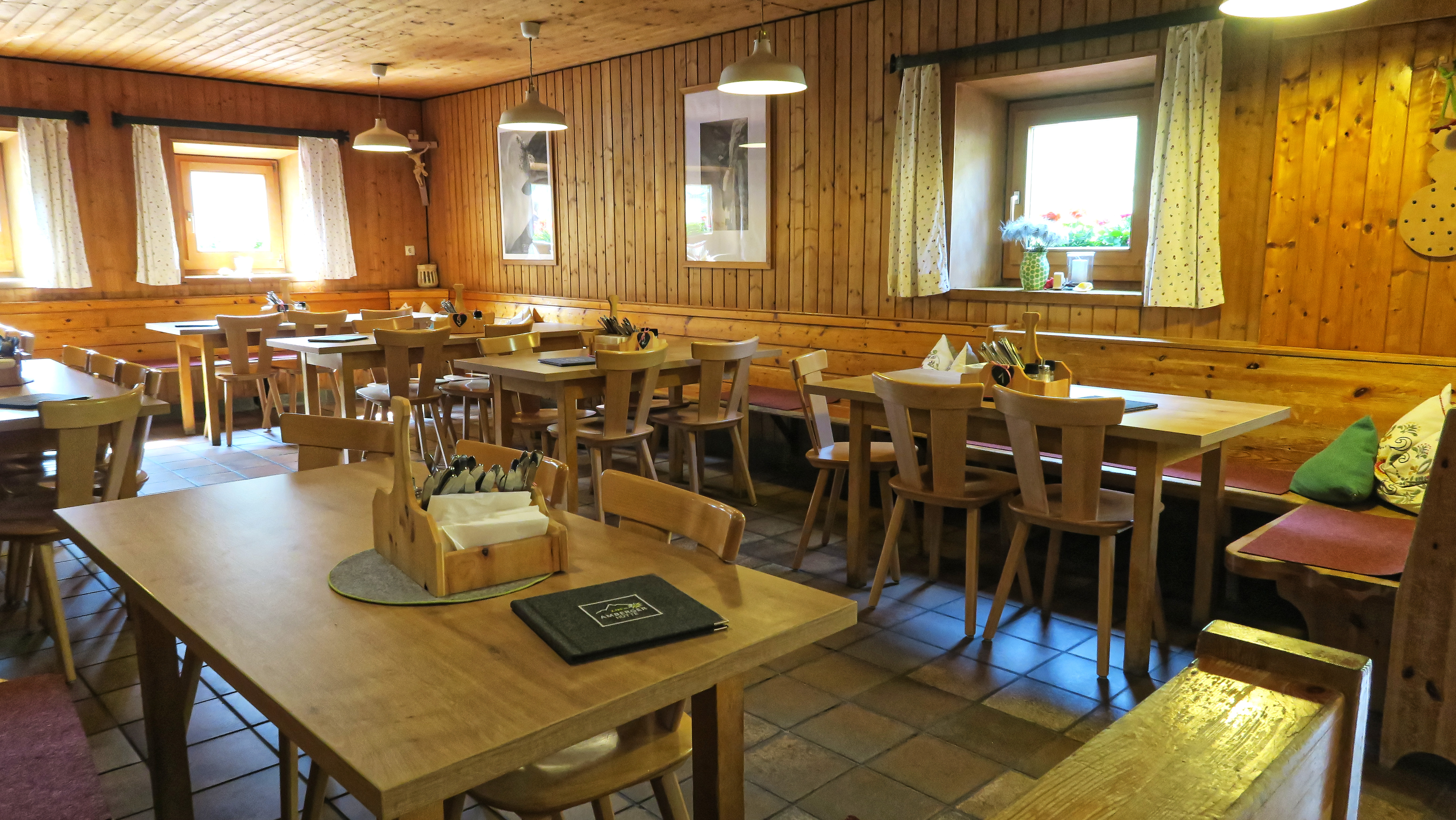
Gästeraum innen
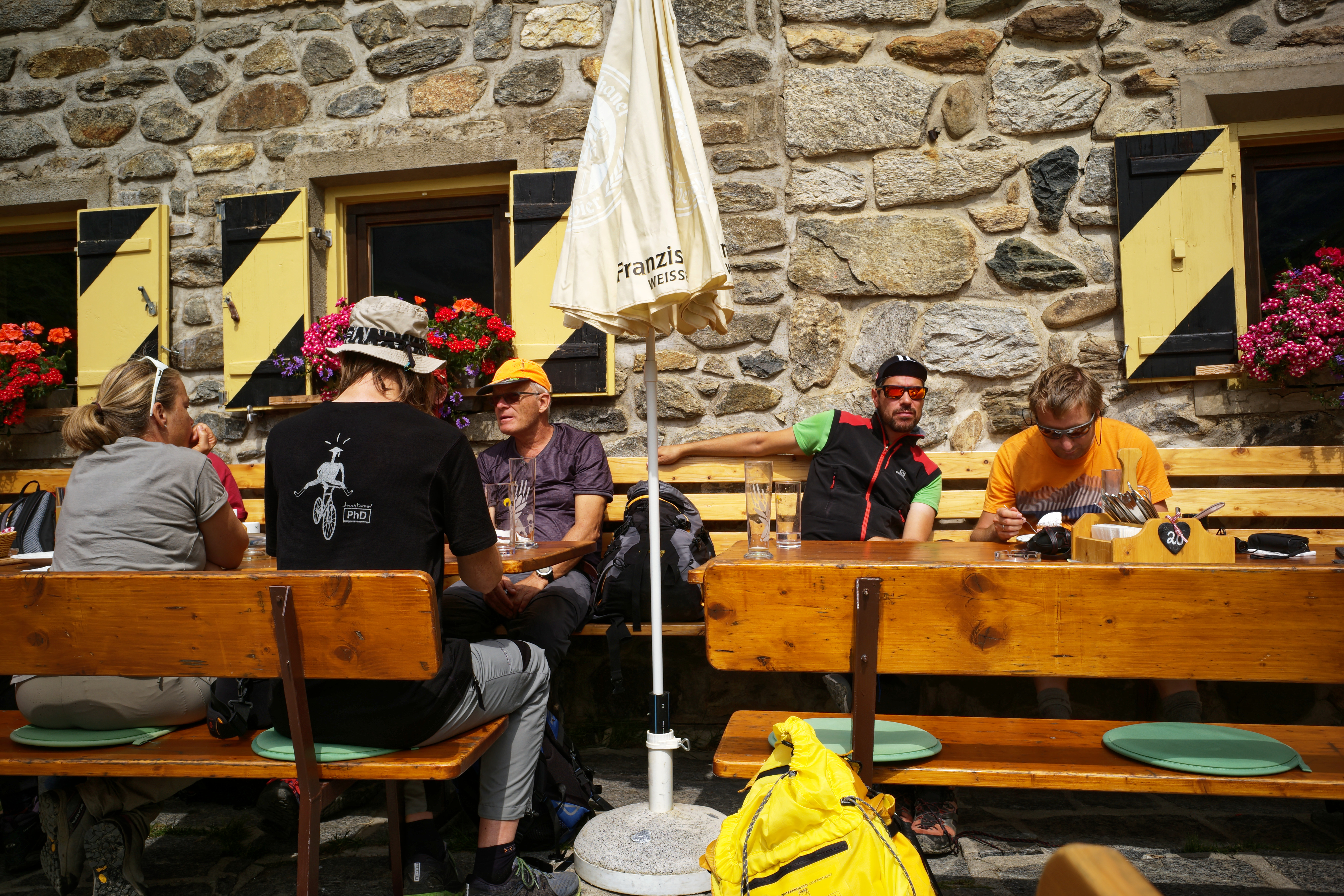
Rast auf der Terrasse

## Übergänge zu anderen Hütten
- Franz-Senn-Hütte, Gehzeit: 6–7 Stunden
- Dresdner Hütte (2308 m) über Sulztalferner, Gehzeit: 5–6 Stunden
- Hochstubaihütte (3174 m) über Wütenkarsattel (3115 m), Gehzeit: 4 Stunden
- Winnebachseehütte (2361 m) über Gries im Sulztal (1572 m), Gehzeit: 4 Stunden
- Winnebachseehütte (2361 m) über Gaislehnscharte (3054 m), Gehzeit: 4–5 Stunden, nur mit Alpin-Gletschererfahrung